# Pal Ghotra
Pal Ghotra (* 15. September 1998) ist ein ehemaliger deutscher Basketballspieler.

## Laufbahn
Der in Indien geborene Ghotra gab in der Saison 2014/15 im Trikot des Nürnberger BC sein Debüt in der 2. Bundesliga ProA. 2015/16 spielte er für den Nürnberger Kooperationspartner TS Herzogenaurach in der ersten Regionalliga, gehörte weiterhin zum Zweitligakader, auch wenn er in dieser Spielzeit dort ohne Einsatz blieb. Ab 2016 war er auch wieder in der ProA für den Nürnberg Falcons BC, die Nachfolgemannschaft des NBC, aktiv.
Mitte August 2017 wurde Ghotra von den Cuxhaven Baskets, Aufsteiger in die 2. Bundesliga ProB, unter Vertrag gestellt. In 28 ProB-Einsätzen erzielte er im Schnitt 5,9 Punkte, stieg mit den Niedersachsen jedoch aus der Liga ab.
Während der Sommerpause 2018 schloss er sich der BG Bitterfeld-Sandersdorf-Wolfen 06 (Rückkehrer in die 2. Bundesliga ProB) an, Anfang Juli 2019 wurde er als Neuzugang vom Regionalligisten Dragons Rhöndorf vermeldet. Im September 2021 verließ er die Rhöndorfer nach mehreren Verletzungen und zog sich aus dem Leistungssport zurück.

### Nationalmannschaft
Im Sommer 2017 wurde Ghotra in die deutsche Herren-Nationalmannschaft in der Basketball-Variante „3 gegen 3“ berufen.